# Alphabet City
Alphabet City je část Manhattanu, která byla kdysi považována za slum. Dnes je součástí East Village. Název je odvozen od ulic, které ji tvoří, a jimiž jsou Avenue A, B, C a D. Jsou to jediné ulice na Manhattanu, které mají jednopísmenné názvy. Alphabet City je ohraničeno ulicí Houston Street na jihu a 23. ulicí na severu, kde končí Avenue C. Historické hranice části Lower East Side, která se změnila na moderní část, určují severní hranici na 14. ulici. Mezi významné objekty patří Tompkins Square Park, Nuyorican Poets Cafe a Stuyvesant Town.